# 線型独立

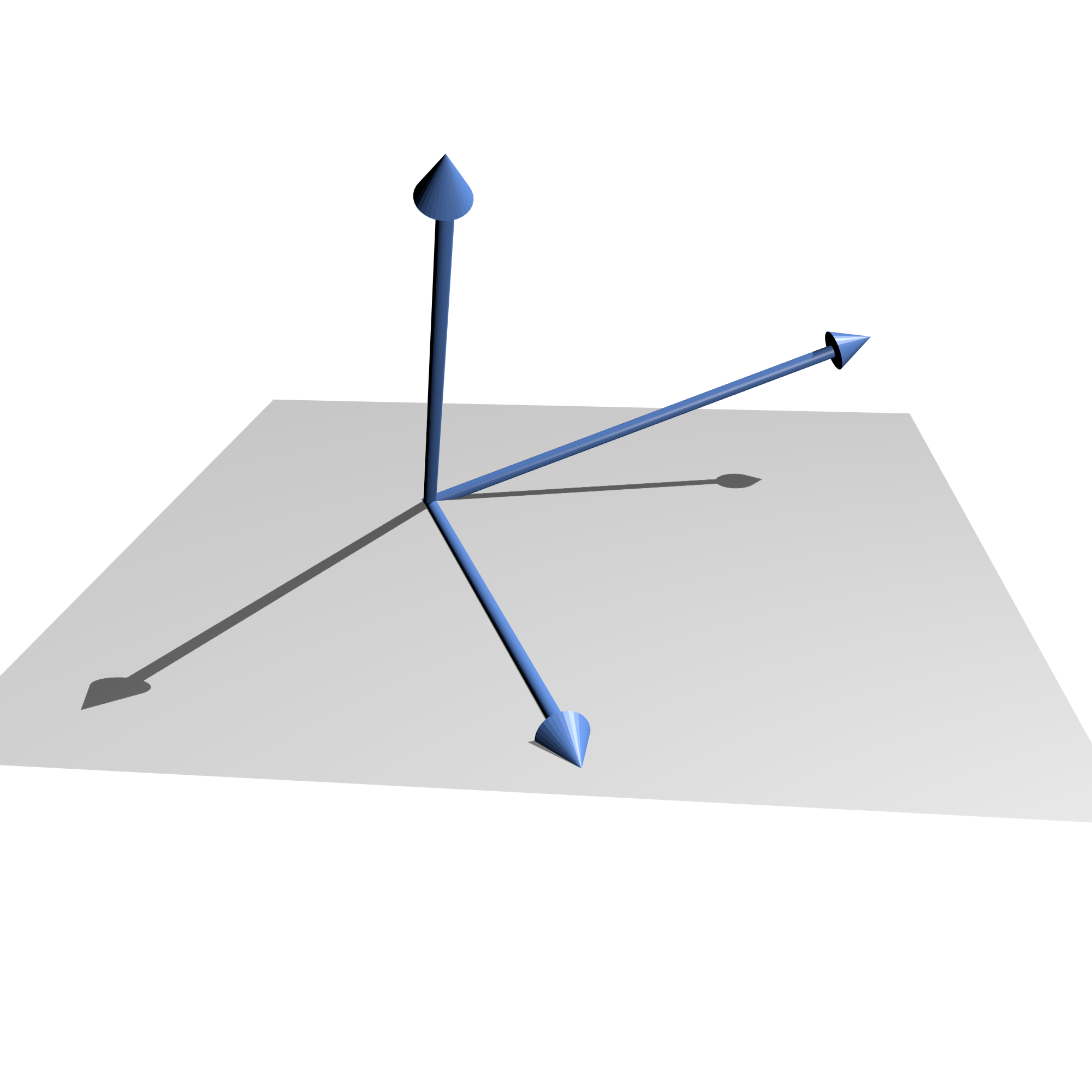
例：線型独立なベクトルの集合

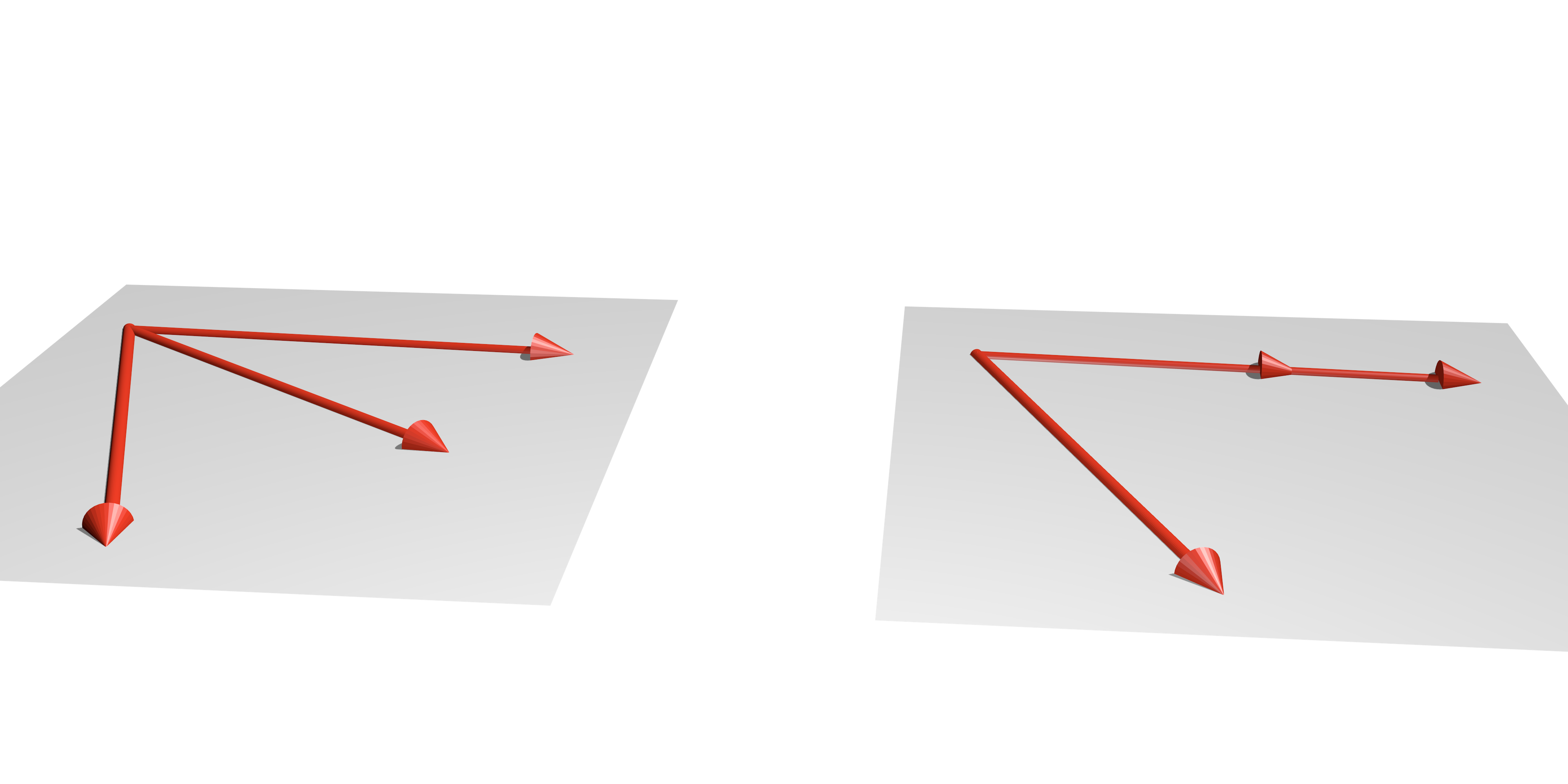
例：線型従属なベクトルの集合

線型代数学において、n 本のベクトルが線型独立（せんけいどくりつ、英: linearly independent）または一次独立であるとは、それらのベクトルが張る空間が n 次元部分線形空間になることである。
線型独立であるベクトルたちは、何れも、零ベクトルでない。
具体的には、n 本のベクトル v1, …, vn が線型独立であるとは、{\displaystyle c_{1},\ldots ,c_{n}} をスカラーとして、
{\displaystyle \textstyle \sum \limits _{i=1}^{n}c_{i}{\boldsymbol {v}}_{i}=\mathbf {0} \Rightarrow c_{1}=\cdots =c_{n}=0}
が成り立つことである（#定義）。
線型独立でないことを線型従属（一次従属）という。

## 定義

### 自明な線型関係
任意のベクトル v1, v2, …, vn に対して
{\displaystyle 0{\boldsymbol {v}}_{1}+0{\boldsymbol {v}}_{2}+\dotsb +0{\boldsymbol {v}}_{n}={\boldsymbol {0}}}

例：ベクトル空間 R2 の部分集合 {(1, 0), (0, 1), (-2, 1)} は非自明な線型関係 2(1, 0) - (0, 1) + (-2, 1) = 0 を満たすので線型従属である。他方 {(1, 0), (0, 1)} は線型独立である。

である。これを v1, v2, …, vn の自明な線型関係と呼ぶ。これ以外の線型関係があるかないかで線型従属、線型独立になる。

### 線型従属
線型関係
{\displaystyle c_{1}{\boldsymbol {v}}_{1}+c_{2}{\boldsymbol {v}}_{2}+\dotsb +c_{n}{\boldsymbol {v}}_{n}={\boldsymbol {0}}}
において、ある i で ci ≠ 0 であるとき、v1, v2, ..., vn は線型従属（一次従属）であるという。このとき vi は残り n − 1 本のベクトルの線型結合で表せる。このとき v1, v2, ..., vn が張る線形空間の次元は n 未満になる。

### 線型独立
ベクトル v1, v2, …, vn が線型従属でないときこの集合は線型独立（一次独立）であるという。つまり、スカラー a1, a2, …, an に対して
{\displaystyle a_{1}{\boldsymbol {v}}_{1}+a_{2}{\boldsymbol {v}}_{2}+\dotsb +a_{n}{\boldsymbol {v}}_{n}={\boldsymbol {0}}\Rightarrow a_{1}=\cdots =a_{n}=0}
このとき、どのベクトルも残り n − 1 本が張る線形部分空間外のベクトルである。 
文脈から明らかなときには単に従属、独立などと言うこともある。

## 基本的な性質
- 線型独立であるベクトルたちはどれも、零ベクトルでない。
- 零ベクトルでないベクトル v ≠ 0 に対して一元集合 {v} は線型独立である。
- 線型独立な集合の部分集合は線型独立である。特に空集合は線型独立である。
- 線型独立な集合は基底に拡張できる。
- ベクトル空間全体を生成する集合の線型独立な部分集合全体は極大元（=基底）をもつ。

## 例

### 数ベクトル空間における例

#### R2のベクトル
- {\displaystyle \mathbb {R} ^{2}} のベクトル (1, 1) と (−3, 2) は線型独立である。

実際 λ1, λ2 を二つの実数として {\displaystyle (1,1)\lambda _{1}+(-3,2)\lambda _{2}=(0,0)} を λ1, λ2 に関して解けば λ1 = 0, λ2 = 0 がわかる。
行列式による別法別の方法は{\displaystyle \mathbb {R} ^{n}} の n 個のベクトルが線型独立であることとベクトルをその列として取ることによって形成される行列の行列式が 0 でないことは同値であるという事実を用いる。
この場合、ベクトルによって形成される行列は
{\displaystyle A={\begin{bmatrix}1&-3\\1&2\end{bmatrix}}.\,\!}
列の線型結合を次のように書ける
{\displaystyle A\Lambda ={\begin{bmatrix}1&-3\\1&2\end{bmatrix}}{\begin{bmatrix}\lambda _{1}\\\lambda _{2}\end{bmatrix}}.\,\!}
ある 0 でないベクトル Λ に対して AΛ = 0 かどうかに興味がある。これは A の行列式に依存し、それは
{\displaystyle \det A=1\cdot 2-1\cdot (-3)=5\neq 0.\,\!}
行列式が 0 でないから、ベクトル (1, 1) と (−3, 2) は線型独立である。
別のやり方で、n 座標の m ベクトルを持っていて m < n とする。このとき A は n×m 行列であり Λ は m 成分を持つ列ベクトルで、再び AΛ = 0  に興味がある。前に見たように、これは n 方程式のリストに同値である。A の最初の m 列、最初の m 方程式を考えよう； 方程式の全リストの任意の解は減らされたリストでも解でなければならない。実は、〈i1,...,im〉 が m 行の任意のリストであれば、方程式はそれらの行に対して正しくなければならない。
{\displaystyle A_{{\langle i_{1},\dots ,i_{m}}\rangle }\Lambda =\mathbf {0} .\,\!}
さらに、逆も正しい。つまり、m ベクトルが線型従属かどうかを m 行のすべての可能なリストに対して
{\displaystyle \det A_{{\langle i_{1},\dots ,i_{m}}\rangle }=0\,\!}
かどうかをテストすることによってテストできる。（m = n の場合、これは上のようにただ 1 つの行列式を要求する。m > n ならばベクトルは線型従属でなければならないことは定理である。）この事実は理論に値する； 実用計算においてはより効率的な方法が利用可能である。

#### R4のベクトル
R4 の次のベクトルは線型従属である。
{\displaystyle {\begin{bmatrix}1\\4\\2\\-3\end{bmatrix}},\quad {\begin{bmatrix}7\\10\\-4\\-1\end{bmatrix}},\quad {\begin{bmatrix}-2\\1\\5\\-4\end{bmatrix}}.}
実際、線型関係式
{\displaystyle \lambda _{1}{\begin{bmatrix}1\\4\\2\\-3\end{bmatrix}}+\lambda _{2}{\begin{bmatrix}7\\10\\-4\\-1\end{bmatrix}}+\lambda _{3}{\begin{bmatrix}-2\\1\\5\\-4\end{bmatrix}}={\begin{bmatrix}0\\0\\0\\0\end{bmatrix}}}
において、λ3 を任意として
{\displaystyle {\begin{aligned}\lambda _{1}&=-3\lambda _{3}/2\\\lambda _{2}&=\lambda _{3}/2\end{aligned}}}
とすれば非自明な関係を得る。

#### 標準基底ベクトル
V = Rn とし V の次の元を考える：
{\displaystyle {\begin{aligned}{\boldsymbol {e}}_{1}&=(1,0,0,\ldots ,0),\\{\boldsymbol {e}}_{2}&=(0,1,0,\ldots ,0),\\&\vdots \\{\boldsymbol {e}}_{n}&=(0,0,0,\ldots ,1).\end{aligned}}}
これら e1, e2, …, en は線型独立である。実際、a1, a2, …, an は R の元として
{\displaystyle a_{1}{\boldsymbol {e}}_{1}+a_{2}{\boldsymbol {e}}_{2}+\cdots +a_{n}{\boldsymbol {e}}_{n}={\boldsymbol {0}}}
は、すべての i ∈ {1, …, n} に対して ai = 0 を意味する（{\displaystyle a_{1}{\boldsymbol {e}}_{1}+a_{2}{\boldsymbol {e}}_{2}+\cdots +a_{n}{\boldsymbol {e}}_{n}=(a_{1},a_{2},\ldots ,a_{n})} に注意する）。

### 函数空間における例
- 実変数 t の関数全体の成すベクトル空間 V において関数 f(t) = et, g(t) = e2t ∈ V は線型独立である。

実際、a, b を二つの実数として、線型関係式 af + bg = 0 は t の任意の値に対して a(f(t)) + b(g(t)) = aet + be2t = 0 が成り立つことを意味する。et は常に 0 でないから、これで両辺を割れば bet = −a となり、右辺は t に依存しないから左辺 bet もそうであり、b = 0 が必要とわかる。このとき a = 0 である。

## 線型従属関係のなす射影空間
ベクトル v1, …, vn の間に成り立つ線型従属関係 (linear dependence) の係数ベクトルとは、線型関係式
{\displaystyle a_{1}{\boldsymbol {v}}_{1}+\cdots +a_{n}{\boldsymbol {v}}_{n}={\boldsymbol {0}}}
を満たす n 個のスカラーを成分に持つベクトル (a1, …, an) で少なくとも一つの成分が 0 でないものをいう。そのような係数ベクトル (a1, …, an) が存在するとき、n 個のベクトル v1, …, vn は線型従属である。
n 個のベクトル v1, …, vn の間に二つの線型従属関係式が与えられたとき、一方の係数ベクトルが他方の非零定数倍となっているならば、これら二つは同じ線型関係を記述するものとなるから、これら二つを同一視することには意味がある。この同一視の下で、v1, …, vn の間の線型従属関係の全体は射影空間を成す。